# Psalmopoeus irminia
Psalmopoeus irminia är en spindelart som beskrevs av Saager 1994. Psalmopoeus irminia ingår i släktet Psalmopoeus och familjen fågelspindlar.
Artens utbredningsområde är Venezuela. Inga underarter finns listade i Catalogue of Life.